# زبان‌های سنغایی
زبان‌های سُنغایی یا سنغای گروهی از زبان‌ها و گویش‌های نزدیک به هم هستند که در امتداد رودخانه نیجر در کشورهای مالی، نیجر، بنین، بورکینافاسو و نیجریه در غرب آفریقا گویش می‌شوند. به‌طور خاص، آن‌ها در شهرهای تیمبوکتو و گائو رایج هستند. آن‌ها از زمان امپراتوری سنغای به عنوان زبان میانجی در آن منطقه مورد استفاده گسترده قرار گرفته‌اند. در مالی، دولت گویش گائو (شرق تیمبوکتو) را رسماً به عنوان یکی از گویش‌های مورد استفاده در آموزش ابتدایی پذیرفته‌است.
از نظر زبان‌شناسان، یکی از مهمترین موارد مورد توجه در زبان‌های سنغایی دشواری تعیین وابستگی ژنتیکی آن‌ها بوده‌است. مطابق تعریف ژوزف گرینبرگ در سال ۱۹۶۳، آن‌ها معمولاً به عنوان نیلوصحرایی شناخته می‌شوند، اما این دسته‌بندی همچنان بحث‌برانگیز است. زبان‌شناسی به نام گریت دیمندال (۲۰۰۸) معتقد است که در حال حاضر بهترین گزینه یک خانواده زبان مستقل است. راجر بلنچ استدلال می‌کند که زبان‌های سنغایی و صحرایی شاخه سنغایی-صحرایی را با یکدیگر در گستره وسیع‌تر نیلوصحرایی تشکیل می‌دهند.
از نظر تاریخی، نام سنغای نه یک نام قومی و نه نام یک زبان بود، بلکه یک نام برای طبقه حاکم امپراتوری سنغای بود. سخنگویان سنغای در مالی تحت تأثیر استفاده از زبان فرانسوی، به‌طور فزاینده‌ای از سنغای برای نام زبان خود استفاده کردند. با این حال، گروه‌های دیگر سنغای‌زبان خود را با اصطلاحات قومی دیگر می‌شناسند.

## گونه‌ها
پژوهشگران زبان‌های سنغای را به دو شاخه اصلی جنوبی و شمالی دسته‌بندی می‌کنند. . سنغای جنوبی در پیرامون رودخانه نیجر متمرکز است. زبان زرمه با دو یا سه میلیون گوینده، پرسخنگوترین زبان سنغای و زبان اصلی جنوب غربی نیجر از جمله پایتخت، نیامی، است. سنغای شمالی بسیار کوچکتر و بسیار تحت تأثیر بربری است و در صحرا گویش می‌شود. از آنجا که تأثیر بربری فراتر از واژگان به ریخت‌شناسی عطفی نیز گسترش می‌یابد، زبان‌های سنغای شمالی گاهی به عنوان زبان‌های مختلط دیده می‌شوند.

## اعداد
مقایسه اعداد در زبان‌های سنغایی:
| زبان          | ۱                   | ۲                | ۳                  | ۴                 | ۵                 | ۶                  | ۷               | ۸                 | ۹                  | ۱۰                |
| ------------- | ------------------- | ---------------- | ------------------ | ----------------- | ----------------- | ------------------ | --------------- | ----------------- | ------------------ | ----------------- |
| کورانجه       | affu*               | jnka             | jnzˁa              | rˁəbʕa            | χəmsa             | sətta              | səbʕa           | tmənja            | təsʕa              | ʕəʃrˁa            |
| تاداکساهاک    | a-ˈf:o / a-ˈf:oo-da | hiŋˈka           | ka:ˈrˤad <Tamasheq | aˈk:o:z <Tamasheq | ʃaˈm:uʃ <Tamasheq | ʃa:ˈdˤiʃ <Tamasheq | iˈʃ:a <Tamasheq | iˈtˤ:am <Tamasheq | tˤa:ˈsˤa <Tamasheq | ma:ˈrˤa <Tamasheq |
| تساوق         | fó / a-f:ó          | hínká / à-hínká  | hínzà / à-hínzà    | táásì / à-t:áásì  | xámsà <Arabic     | sít:à <Arabic      | sábàɣà <Arabic  | tàmáníyà <Arabic  | tísàɣà <Arabic     | ɣàsárà <Arabic    |
| دندی          | afɔ                 | hayinka / ahinka | ahinza             | ataki             | aɡu               | ayidu              | ayiye / ahiye   | ayiyaku           | ayiɡa              | aweyi             |
| کویرابورو سنی | affoo               | ihinka           | ihinza             | itaatʃi           | iɡɡuu             | idduu              | iyye            | iyaaha            | iyaɡɡa             | iwoy              |
| کویرا چینی    | foo / a-foo         | hiŋka            | hindʒa             | taatʃi            | ɡuu               | iddu               | iiye            | yaaha             | yaɡɡa              | woy / wey         |
| زرمه          | àˈfó                | ìˈhíŋká          | ìˈhínzà            | ìˈta:cí           | ìˈɡú              | ˈíddù              | ˈijjè           | àˈhákˌkù          | ˈjǽɡɡà             | ìˈwéɪ             |